# Martim Afonso de Melo
Martim Afonso de Melo (c. 1255 - c. 1330) foi um Cavaleiro medieval e Rico-homem do Reino de Portugal, o 4.º Senhor de Melo, tendo vivido entre os séculos XIII e XIV.

## Biografia
Foi herdeiro da casa de seu pai e 1.º senhor de Gouveia, de juro e herdade.
Como Rico-homem, no ano de 1277, participou, na sua qualidade de cavaleiro, num torneio entre as linhagens dos Tavares e dos Cambra, travado em Fornos de Algodres.
Em 1304, fez partilhas com seu irmão Lopo, tendo ficado com bens na Guarda (nomeadamente  a quinta do Vale de Soeiro Raimundes, que pertencera ao seu bisavô), Tábua e Coimbra, além de um grande núcleo patrimonial no Douro, nomeadamente a quinta de Saimes, em Espadanedo (que a 28 de maio de 1305 vendeu por 1.100 libras à abadessa de Tarouquela), e outros bens.

## Relações familiares
Era filho de Afonso Mendes de Melo, 2.º Senhor de Melo e de Inês Vasques da Cunha, filha de Vasco Lourenço da Cunha, 2.º senhor do morgado de Tábua e de D. Teresa Pires Portel. 
Casou por duas vezes, a primeira com Inês Pires de Arganil (1280 -?), de quem teve: 
1. Violante Afonso de Melo, casada com Martim Vasques de Góis, senhor de Góis.

O segundo casamento foi com Marinha Vasques de Albergaria (c. 1295 - depois de 1335) filha de Estêvão Soares de Albergaria (1260 -?) “o Velho”, senhor da Albergaria de Paio Delgado (que fora do fundador da linhagem dos Soares de Albergaria) e de Maria Rodrigues Quaresma (c. 1260 -?), de quem teve:
1. Martim Afonso de Melo (1320 -?), 5.º senhor de Melo e casado por duas vezes, a primeira com Mécia Vasques de Resende e a segunda com Inês Lopes de Brito;
2. Estêvão Soares de Melo;
3. Vasco Martins de Melo (c. 1320 -?), senhor de Castanheira, de Povos e de Cheleiros, casou por duas vezes, a primeira com Teresa Correia e a segunda com Maria Afonso de Brito;
4. Leonor ou Joana Martins de Melo (1310 -?) casou com Gonçalo Martins da Fonseca.